# قائمة الأفلام المصرية سنة 1932
هذه قائمة بالأفلام المصرية لسنة 1932 مرتبة أبجديا
| اسم الفيلم   | إخراج وكتابة                            | بطولة                                                                      | مصدر  |
| ------------ | --------------------------------------- | -------------------------------------------------------------------------- | ----- |
| أولاد الذوات | - اخراج : محمد كريم - تاليف : يوسف وهبي | - يوسف وهبي - أمينة رزق - سراج منير - كوليه دو ارفيي - أم كلثوم - حسن فايق | [ 1 ] |